# Nina Abrahamczik
Nina Abrahamczik (* 1. April 1982 in Wien) ist eine österreichische Politikerin (SPÖ) und Abgeordnete zum Wiener Landtag bzw. Mitglied des Wiener Gemeinderates. Abrahamczik ist Vorsitzende der SPÖ Neubau.

## Ausbildung und Beruf
Nina Abrahamczik hat 2012 das Studium der Politikwissenschaft an der Universität Wien abgeschlossen. Seit 2007 ist sie die Leiterin der Projektkoordination im Karl-Renner-Institut.

## Politik und Funktionen
Abrahamczik hat sich seit 2001 in der  Österreichischen HochschülerInnenschaft engagiert. Zuerst auf der Fakultätsvertretung Human- und Sozialwissenschaften und in der Universitätsvertretung Wien, deren Vorsitz sie 2003 bis 2005 innehatte. 2005 wechselte sie in die Bundesvertretung und widmete sich dort als Referentin dem Thema Bildungspolitik. 
Seit 2010 ist Abrahamczik in der SPÖ Wien aktiv. Politisch organisiert ist sie in der Bezirksorganisation Neubau, in der sie als Bezirksrätin tätig war und in der Abrahamczik bei der Bezirkskonferenz am 27. März 2023 als Nachfolgerin von Andrea Kuntzl zur Vorsitzenden der Bezirkspartei gewählt wurde.
Am 24. November 2015 wurde sie als Abgeordnete zum Wiener Landtag bzw. Mitglied des Wiener Gemeinderates angelobt. Aktiv ist sie zudem in der Wiener Bildung und bei den SPÖ-Frauen.